# Hadina
Hadina o al-Hadina fou un petit territori independent de l'Aràbia del sud-oest, al Protectorat Occidental d'Aden, vinculat al sultanat de l'Alt Awlaqi. La capital era Djabiyya. Els habitants eren de la tribu Ahl Khalifa suposats descendents dels Banu Hilal, sent el grup que va restar al lloc quan els Hilal van emigrar. A la meitat del segle xx eren a l'entorn d'un miler dels quals un terç eren guerrers. El xeïc portava el títol d'akil.
Era una regió fèrtil amb canals de reg que venien del Wadi Aabadan. Les tribus no reconeixien cap autoritat en temps de pau, però en temps de guerra servien sota la bandera del sultà d'Alt Awlaki a Nisab.